# Philippine Stindel

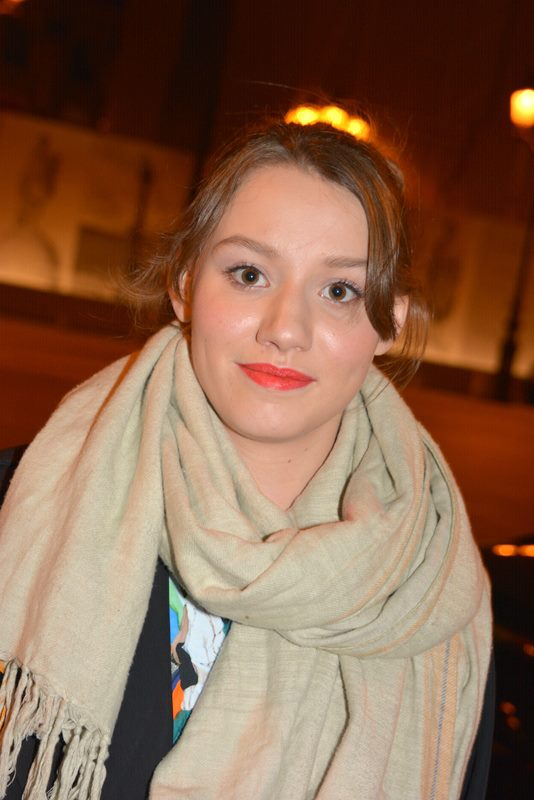
Philippine Stindel

Philippine Stindel (* 25. Mai 1998) ist eine französische Schauspielerin.

## Leben und Karriere
Stindel wurde am 25. Mai 1998 geboren. Sie studierte an der Cours Florent, brach jedoch ihre Ausbildung ab, als sie eine Rolle in dem Film Mercuriales bekam. Anschließend spielte sie 2016 in dem Film Going to Brazil die Hauptrolle. Außerdem war sie von 2018 bis 2020 in der Fernsehserie Skam France zu sehen. 2021 trat Stindel in einer Folge in True Story auf.

## Filmografie
- 2014: Mercuriales
- 2017: Going to Brazil
- 2018–2020: Skam France (Fernsehserie)
- 2021: True Story (Fernsehserie, 1 Folge)